# In Transit (Jiordan Tolli)
In Transit è l'EP di debutto della cantante pop australiana Jiordan Tolli, uscito nell'ottobre 2015 e contenente cinque tracce inedite tra cui il singolo Waiting for Love, uscito nel febbraio 2016, che ha raggiunto le classifiche. Lo stesso successo hanno avuto i brani Hesitate e Further, primi ad essere rilasciati (sul sito Triple J Unearthed).

## Antefatti
Nel 2014, Jiordan Tolli annuncia il suo debutto ufficiale nel mondo della musica aprendo un profilo sul sito Triple J Unearthed, dove carica, entrambi il 2 settembre, i brani Hesitate e Further.

## Tracce
1. Waiting for Love – 3:02
2. Sean – 3:06
3. Hesitate – 3:50
4. Buckle – 3:52
5. Further – 3:57